# Christoph Gottlieb Schröter
Christoph Gottlieb Schröter (Hohenstein, al Regne de Prússia, avui Olsztynek a Polònia, 14 d'agost de 1699 - Nordhausen, Turíngia, 1782) fou un compositor i teòric musical alemany.
Estudià música en l'Escola de la Creu, de Dresden, i teologia en la Universitat de Leipzig, rebent després lliçons d'Antonio Lotti (1717-1719). De 1720 a 1724 viatjà amb un baró alemany per Alemanya, Holanda i Anglaterra, i el 1726 fou nomenat organista de Minden (Rin del Nord-Westfàlia), d'on passà, el 1732, amb el mateix càrrec, a Nordhausen, exercint aquestes funcions fins a la seva mort.
Les seves obres musicals són nombroses, i comprenen: 
- Set sèries anuals completes de cantates religioses,
- Die sieben Worte,
- Cantates profanes, concerts, serenates, música de cambra, i d'orgue, etc.

A més va escriure les obres teòriques:
- Epistola gratulatoria de musica Davidica et Salomonica, (1716)
- Deutsche Anweisung zum Generalbass in baständinger Veraenderung des uns angebborenen harmonischen Dreiklangs, (1772)
- Letzte Beschaeftingung mit musikalischen Dingen nebst sechs Temperaturplänen und einer hotentafel, (1782)